# Велика Кавендра
Велика Каве́ндра (рос. Большая Кавендра) — село складі Наровчатського району Пензенської області, Росія.
Населення — 629 осіб (2010; 812 у 2002).
Національний склад станом на 2002 рік:
- росіяни — 99 %